# Superintendent generalny Kościoła Ewangelicko-Reformowanego w RP

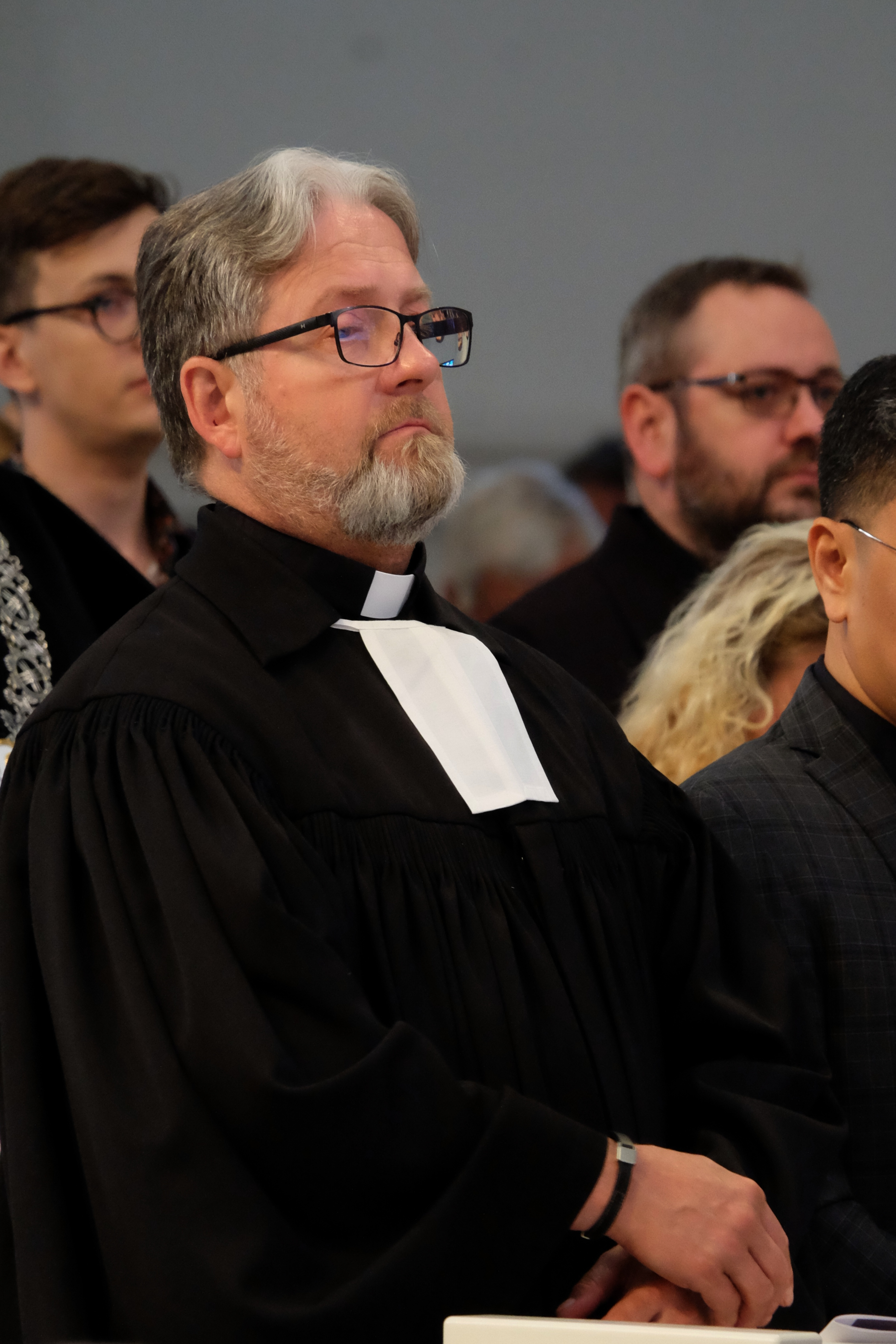
bp Semko Koroza – aktualny superintendent generalny

Superintendent generalny – funkcja jednego z duchownych Kościoła Ewangelicko-Reformowanego w RP powołanego przede wszystkim do troski o jedność wiary i życia wszystkich parafii oraz o ducha braterstwa i wzajemnej pomocy wśród współwyznawców. Superintendentowi od lat 70. XX wieku przysługuje tytuł Biskupa. Pozycja superintendenta–biskupa, nie jest odrębnym urzędem, ale jedynie funkcją, na którą pastor – zarówno mężczyzna, jak i kobieta – może zostać wybrana na okres 10 lat. Superintendent nie jest też zwierzchnikiem (osobą kierującą) Kościołem, które to zadanie pełni Prezes Konsystorza. Obecnym superintendentem w Kościele Ewangelicko-Reformowanym w RP jest ks. Semko Koroza.

## Historia
Kościół Ewangelicko-Reformowany w dawnej Rzeczypospolitej jako jedyny, oprócz Kościoła ewangelicko-reformowanego na Węgrzech, zachował instytucję biskupów, co ciekawe, za aprobatą samego Jana Kalwina.
Początkowo, nosili oni tytuły seniorów (Jednota Braci Czeskich w Wielkopolsce) albo superintendentów (Małopolska i Litwa) i zwykle bywali oni wybierani spośród starszych duchownych. Jednota Braci Czeskich (Wielkopolska) przywiązywała dużą wagę do tego, by było zawsze dwóch seniorów, tak by móc zachować sukcesję biskupią przy ordynacji następcy i funkcję tę sprawowali dożywotnie. W Jednocie małopolskiej od XVII wieku superintendenci generalni byli wybierani na trzyletnią kadencję, choć zazwyczaj sprawowali tę funkcję dożywotnio. Jednota Małopolska miała oprócz superintendenta generalnego także seniorów i dwóch konseniorów dystryktowych (diecezjalnych). Jednota litewska miała jednego superintendenta generalnego w l. 1634-c.1660 gdy funkcja ta poszła w zapomnienie oraz jednego seniora i konseniora duchownego dla każdego dystryktu kościelnego.
W XVIII wieku wraz z kurczeniem się polskiego kalwinizmu, seniorzy generalni poczęli odgrywać coraz większą rolę, szczególnie od 1702, gdy Jednoty małopolska zrezygnowała z superintendentów prowincjonalnych i seniorów dystryktowych, zastępując ich dwoma seniorami duchownymi.
Na początku XIX wieku pod wpływem z zachodniej Europy seniorów zaczęto znów nazywać superintendentami generalnymi – funkcję tę wskrzesiła w 1832 Jednota Litewska. Nazwa „superintendent generalny” wyparła „seniora” zupełnie w XIX wieku. Nazwę „senior” najdłużej utrzymała Jednota małopolska aż do rozwiązania w 1849 roku oraz dystrykt żmudzki Jednoty Litewskiej (do 1893). Ostatnim duchownym noszącym (honorowy) tytuł seniora był w l. 1922-1939 Kazimierz Szefer (1861-1939).
Po II wojnie światowej, znów pod wpływem teologii reformowanej z Zachodu, nazwę „superintendent” zamieniono na bardziej znajomą w Polsce – biskup – choć prawo wewnętrzne Kościoła Ewangelicko-Reformowanego w RP dalej używa obu nazw zamiennie.

## Procedura wyboru
Zgodnie z prawem wewnętrznym Kościoła, znowelizowanym podczas posiedzenia Synodu 22–24 czerwca 2012 r. w Zelowie, duchowny, który pracuje nieprzerwanie w Kościele od najmniej 15 lat od ordynacji i cieszy się w Kościele autorytetem duchowym i moralnym, może zostać wybrany superintendentem. Wyboru dokonuje Synod Kościoła spośród co najmniej dwóch kandydatów przedstawionych przez konferencję duchownych, Konsystorz, lub parafie

## Kompetencje
Kompetencje superintendenta generalnego określa prawo wewnętrzne Kościoła Ewangelicko-Reformowanego w RP.

Biskup powinien pod każdym względem przyświecać wszystkim duchownym i świeckim członkom Kościoła dobrym przykładem i okazywać gorliwość w sprawach Kościoła. Do jego podstawowych obowiązków należy czuwanie, aby:
- jedność Kościoła pod względem wiary i życia była zachowana we wszystkich parafiach,
- wśród współwyznawców panował duch braterstwa i wzajemnej pomocy.

Do obowiązków biskupa należy również:
- udział w pracach prezydium Synodu i konsystorza,
- opieka nad kandydatami na duchownych,
- ordynowanie duchownych, diakonów i wprowadzanie w urząd kaznodziejów świeckich,
- wprowadzanie w urząd członków konsystorza,
- coroczne wizytowanie parafii,
- opiniowanie wydawnictw o treści religijnej,
- przedstawianie Synodowi rocznych sprawozdań,
- nadzór nad nauczaniem religii,
- przedstawianie Synodowi i Konsystorzowi wniosków konferencji duchownych.

Superintendent z urzędu wchodzi w skład Konsystorza oraz Prezydium Synodu jako ich wiceprezes.
Wprowadzenia w funkcję superintendenta dokonują duchowni wyznaczeni przez Prezydium Synodu. Z chwilą zakończenia kadencji, duchowny wraca do rangi zwykłego duchownego.

## Superintendenci generalni w od XIX wieku
Lista superintendentów generalnych Synodu ewangelicko-reformowanego w Królestwie Polskim (do 1945) i Kościoła Ewangelicko-reformowanego w Rzeczypospolitej Polskiej.
| Kadencja  | Superintendent           | Urodzony                            | Zmarł                          |
| --------- | ------------------------ | ----------------------------------- | ------------------------------ |
| 1807–1831 | Karol Bogumił Diehl      | 15 kwietnia 1765, Leszno            | 1831, Poznań                   |
| 1831–1839 | Fryderyk Jakub Teichmann | 11 września 1789, Szczepanowice     | 24 czerwca 1839, Warszawa      |
| 1849–1879 | Józef Spleszyński        | 6 lutego 1808 Sielec                | 16 lutego 1879 Warszawa        |
| 1879–1908 | August Karol Diehl       | 13 sierpnia 1837 Warszawa           | 27 lutego 1908 Warszawa        |
| 1908–1910 | Fryderyk Jelen           | 24 października 1851 Libica, Czechy | 4 lutego 1910 Warszawa         |
| 1910–1930 | Władysław Semadeni       | 3 lipca 1865 Warszawa               | 15 października 1930, Warszawa |
| 1930–1948 | Stefan Skierski          | 4 grudnia 1873 Kielce               | 31 stycznia 1948 Warszawa      |
| 1949–1952 | Kazimierz Ostachiewicz   | 4 maja 1883, Podledowo              | 6 kwietnia 1952, Warszawa      |
| 1952–1978 | bp Jan Niewieczerzał     | 23 kwietnia 1914, Łódź              | 7 listopada 1981, Warszawa     |
| 1978–2002 | bp Zdzisław Tranda       | 18 grudnia 1925, Poznań             | 24 lutego 2025                 |
| 2002–2022 | bp Marek Izdebski        | 1958, Cieszyn                       |                                |
| od 2022   | bp Semko Koroza          | 26 listopada 1965                   |                                |

## Superintendenci generalni Jednoty litewskiej (wileńskiej)
Lista superintendentów generalnych Jednoty litewskiej, zwanej od 1920 r. Jednotą wileńską.
| Kadencja   | Superintendent        | Urodzony                        | Zmarł                          | Uwagi                                                                                 |
| ---------- | --------------------- | ------------------------------- | ------------------------------ | ------------------------------------------------------------------------------------- |
| 1832–1845  | Aleksander Aniszewski | 1772, Piaski Wielkie            | 7 kwietnia 1845, Jelcowszczyna |                                                                                       |
| 1845–1854  | Rafał Downar          | 1751, Woroniewicze              | 6 października, 1854, Wilno    |                                                                                       |
| 1855–1860  | Michał Reczyński      | 1797, Wilno                     | 22 lutego 1860, Wilno          |                                                                                       |
| 1860–1879  | Stefan Lipiński       | 26 grudnia 1804, Jazienica      | 21 listopada, 1879, Wilno      |                                                                                       |
| 1880–1881  | Jan Mandzelowski      | 22 czerwca 1809, Stryjna        | 29 lipca 1885, Izabelin        |                                                                                       |
| 1881–1891  | Konstanty Moczulski   | 26 września 1826, Dziewałtów    | 21 listopada 1887, Wilno       |                                                                                       |
| 1891–1893  | Józef Głowacki        | 2 kwietnia, 1830, Niepokojczyce | 27 czerwca 1893, Wilno         |                                                                                       |
| 1893–1902  | Andrzej Kader         | 24 listopada 1831, Rygmuntyszki | 4 czerwca 1902, Wilno          |                                                                                       |
| 1902–1920  | Wilhelm Mieszkowski   | 29 września 1852, Ostaszyn      | 26 sierpnia 1920, Szwabiszki   | W latach 1920–1925 urząd wakował.                                                     |
| 1925 –1938 | Michał Jastrzębski    | 29 września 1859, Izabelin      | 16 czerwca 1938, Wilno         |                                                                                       |
| 1938–1945  | Konstanty Kurnatowski | 9 kwietnia 1878, Mitawa         | 3 lutego 1966, Rastede         | Wyjechał z Wilna do Szwecji w 1940 roku.                                              |
| 1922–1940  | Povilas Jakubėnas     | 11 kwietnia 1871, Wojtkuny      | 30 maja 1953, Szwajcaria       | Superintendent generalny na Litwie Kowieńskiej, niezależnej tzw. Jednoty kowieńskiej. |